# Simone Greiner-Petter-Memm
Simone Greiner-Petter-Memm, née Simone Greiner-Petter le 15 septembre 1967 à Iéna, est une fondeuse et biathlète allemande. Elle est notamment quadruple championne du monde de relais.

## Biographie

### Ski de fond
Elle commence sa carrière sportive en tant que fondeuse au niveau international en 1987, remportant une médaille d'argent au quinze kilomètres aux Championnats du monde junior. Aux Jeux olympiques d'hiver de 1988, elle représente l'Allemagne de l'Est, terminant cinquième du relais notamment. Elle remporte cette année son unique victoire dans la Coupe du monde à Dobbiaco.

### Biathlon
Elle commence le biathlon dans la Coupe du monde en 1992-1993. C'est au début de la saison suivante que l'Allemande monte sur son premier podium individuel à l'individuel de Bad Gastein.
Aux Jeux olympiques d'hiver de 1994, elle remporte la médaille d'argent au relais avec Uschi Disl, Antje Harvey et Petra Schaaf, après notamment une huitième place sur le sprint. Sur son relais, elle tourne trois fois sur l'anneau de pénalité, mais les Allemandes finissent deuxièmes tout de même. En fin d'année, elle gagne le sprint de Pokljuka, premier de ses quatre succès en Coupe du monde. En 1996-1997, elle monte sur cinq podiums et établit son meilleur classement général dans cette compétition avec le troisième rang.
De 1996 à 1999, elle est quatre championne du monde de relais de manière consécutive et remporte le titre par équipes en 1996 aussi.
Après une saison 1999-2000 sans résultat important, elle prend sa retraite sportive.

### En dehors du sport
Après sa carrière sportive, elle devient professeure en école primaire, y enseignant diverses matières.

## Palmarès en biathlon

### Jeux olympiques d'hiver
| Épreuve / Édition   | Individuel | Sprint | Relais                             |
| ------------------- | ---------- | ------ | ---------------------------------- |
| JO 1994 Lillehammer | 36e        | 8e     | Médaille d'argent, Jeux olympiques |

Légende :
- — : pas de participation à l'épreuve.

### Championnats du monde
| Mondiaux \ Épreuve      | Individuel     | Sprint         | Poursuite                        | Départ en masse                  | Relais               | Course par équipes               |
| 1993 Borovets           | 41e            | —              | Épreuve inexistante à cette date | Épreuve inexistante à cette date | —                    | 8e                               |
| 1994 Canmore            | JO Lillehammer | JO Lillehammer | Épreuve inexistante à cette date | Épreuve inexistante à cette date | JO Lillehammer       | 4e                               |
| 1995 Antholz-Anterselva | 12e            | 27e            | Épreuve inexistante à cette date | Épreuve inexistante à cette date | Médaille d'or, monde | Médaille d'argent, monde         |
| 1996 Ruhpolding         | 10e            | 10e            | Épreuve inexistante à cette date | Épreuve inexistante à cette date | Médaille d'or, monde | Médaille d'or, monde             |
| 1997 Osrblie            | 14e            | 40e            | 19e                              | Épreuve inexistante à cette date | Médaille d'or, monde | —                                |
| 1999 Kontiolahti        | —              | —              | —                                | —                                | Médaille d'or, monde | Épreuve inexistante à cette date |

Légende :

 : première place, médaille d'or

 : deuxième place, médaille d'argent

 : épreuve inexistante

— : pas de participation à cette épreuve

### Coupe du monde
- Meilleur classement général : 3e en 1997.
- 14 podiums individuels : 4 victoires, 7 deuxièmes places et 3 troisièmes places.
- 11 victoires en relais.

#### Détail des victoires individuelles
| Saison / Épreuve | Individuel | Sprint   | Poursuite   | Mass start | Total |
| 1994-1995        |            | Pokljuka |             |            | 1     |
| 1995-1996        | Hochfilzen |          | 1           |            |       |
| 1996-1997        |            |          | Lillehammer |            | 1     |
| 1998-1999        |            | Osrblie  |             |            | 1     |
| Total            | 1          | 2        | 1           | 0          | 4     |

#### Classements annuels
| Année | Classement général final |
| 1993  | 47e                      |
| 1994  | 6e                       |
| 1995  | 13e                      |
| 1996  | 16e                      |
| 1997  | 3e                       |
| 1998  | 44e                      |
| 1999  | 13e                      |
| 2000  | 54e                      |

## Palmarès en ski de fond

### Coupe du monde
- Meilleur classement général : 8e en 1988.
- 2 podiums individuels : 1 victoire et 1 troisième place.

#### Victoires
| Date            | Lieu     | pays   | Compétition |
| --------------- | -------- | ------ | ----------- |
| 15 janvier 1988 | Dobbiaco | Italie | 20 km TL    |

Légende :

TC = classique

TL = libre

MS = départ en masse

HS = départ avec handicap

PU = poursuite

### Championnats du monde junior
- Médaille d'argent du quinze kilomètres en 1987.